# Öppen ingång
Öppen ingång är en inledande ingenjörsutbildning som finns på flera tekniska högskolor i Sverige, däribland Kungliga Tekniska Högskolan, Luleå Tekniska Universitet, Jönköpings Universitet och Umeå Universitet. Studenten får efter ansökan under andra terminen ansluta till något annat utbildningsprogram under tredje terminen.

## Utbildning

### Kungliga Tekniska Högskolan
På Kungliga Tekniska Högskolan inkluderar utbildningen kurser som är gemensamma för de flesta av högskolans program, däribland matematikkurser inom flervariabelanalys och linjär algebra. Kurserna innefattar även kurser i kemi och fysik.

### Umeå Universitet
På Umeå Universitet inkluderar utbildningen kurser i endimensionell analys och programmering.

### Jönköpings Universitet
På Jönköpings Universitet tillhör utbildningen medie- och kommunikationsvetenskap.

## Övrigt
På Kungliga Tekniska högskolan tillhör Öppen Ingång en fristående sektion, Sektionen för Öppen Ingång (OPEN). Sektionen grundades 2003. År 2021 vann sektionen tävlingen Kravallens Bäst på Fest. Därav använder sektionen återkommande mottot "Bäst på fest sedan 2003".